# Świetliki
Świetliki ist eine polnische (Underground-)Rockband, die experimentelle Musik mit lyrischen Texten verbindet.

## Geschichte
Hervor ging die Gruppe, deren deutscher Name „Glühwürmchen“ bedeutet, im Oktober 1992 aus der Krakauer Studentencombo Trupa Wertera Utrata. Initiator, Sänger/Rezitator und Texter ist der polnische Lyriker und Journalist Marcin Świetlicki. Der ersten Platte mit dem Titel Ogród koncentracyjny (Konzentrationsgarten) folgten bis heute vier weitere CDs und drei EPs. In gewisser Weise verbinden die Auftritte der Gruppe, der seit 2005 auch der bekannte Filmschauspieler Bogusław Linda angehört, Elemente des Blues, Rock, Punk und Hip-Hop mit Formen des Poetry Slams. Einige Mitglieder der Gruppe treten seit 2002 auch im Rahmen des Projektes Czarne Ciasteczka auf.

## Diskografie

### Alben
- 1995: Ogród koncentracyjny
- 1996: Cacy cacy fleischmaschine
- 1999: Perły przed wieprze
- 2001: Złe misie
- 2013: Sromota
- 2020: Wake Me Up Before You Fuck Me

### EPs
- 1996: Cacy cacy love mix
- 1999: Perły
- 1999: Wieprze